# Psicologia analitica
La psicologia analitica è una teoria psicologica e un metodo di indagine del profondo elaborato dall'analista svizzero Carl Gustav Jung e dagli allievi della sua scuola. A volte è detta anche "psicologia del profondo", più raramente "psicologia complessa" o "archetipica".

## Descrizione
(Carl Gustav Jung, Aspetti del dramma contemporaneo, 1945)

### Dalla psicoanalisi alla psicologia analitica
Si ritiene erroneamente che la psicologia analitica di Carl Gustav Jung sia nata da una costola della psicoanalisi di Freud e che lo stesso Jung fosse allievo del maestro viennese: in realtà Jung elaborò una propria visione dell'inconscio autonomamente da Freud essendo entrato in contatto con Pierre Janet a Parigi alla fine dell'Ottocento, e lavorando presso l'ospedale psichiatrico di Zurigo (il Burghoelzli) sotto la guida di Eugen Bleuler nei primi anni del Novecento.
Le ricerche condotte da Jung sul cosiddetto "esperimento associativo" contribuirono enormemente allo studio dei fenomeni inconsci, e portarono Jung a contattare nel 1906 Freud per confrontarsi sulle reciproche scoperte circa l'inconscio. Il padre della Psicoanalisi pensò di trovare in Jung il suo erede, ma dopo alcuni anni di collaborazione costruttiva ed intensa, arrivarono nel 1913 ad una rottura dolorosa per entrambi.
Dall'anno precedente, con la pubblicazione del libro La libido: simboli e trasformazioni, Jung si era distaccato da Freud sostenendo che la libido non fosse solamente energia sessuale, che mira a scaricarsi con il raggiungimento dell'oggetto desiderato, ma fosse invece l'energia psichica in toto; l'inconscio, inteso da Freud (almeno inizialmente) come mero ricettacolo del rimosso, è visto invece da Jung come una porzione della psiche che contiene altri contenuti che non sono mai stati parte della coscienza ed i cosiddetti "complessi" a tonalità affettiva, articolatisi nel corso delle relazioni significative; complessi che l'"esperimento associativo" era in grado di evidenziare.
L'osservazione empirica dei contenuti dei sogni, dei deliri di pazienti psicotici e del vastissimo materiale offerto dalla mitologia e dalla storia delle religioni spinse Jung a ipotizzare un ulteriore dimensione dell'inconscio che definì "inconscio collettivo", i cui contenuti chiamò archetipi. Il Sé, struttura superiore che include l'Io ed alcune istanze degli archetipi rimossi, è stato visto come motore e scopo del cosiddetto "processo di individuazione".
Per la psicologia analitica junghiana, tale processo di individuazione archetipica costituisce la finalità dell'esistenza di ogni persona.
La psicologia analitica junghiana segue nella propria indagine un metodo finalistico, il cui obiettivo è la ricerca del senso dei processi inconsci e della sofferenza psichica. Di fondamentale importanza è la teoria del simbolo, inteso da Jung come motore dello sviluppo psichico e strumento di trasformazione dell'energia psichica, originato dal confronto della coscienza con l'inconscio ed i suoi contenuti. La dialettica tra conscio e inconscio è ciò che delinea il percorso analitico.

## Principi teorici essenziali

### L'inconscio
L'inconscio personale non è, come per Freud, il "luogo del rimosso", cioè un contenitore psichico vuoto alla nascita, che man mano si popola di complessi causati da episodi traumatici infantili. Per Jung anzitutto l'inconscio non è "vuoto", ma è il contenitore di forme archetipiche universali ereditarie, all'interno del quale si organizzano le esperienze individuali.
Inoltre esso precede la formazione dell'Io cosciente, e contiene il progetto esistenziale dell'individuo che ne è portatore, come - diremmo oggi - una sorta di DNA psichico.
Idea non nuovissima, di ascendenza schiettamente neoplatonica, già presente, ad esempio, nelle fantasie di Michelangelo (già espresse da Plotino) a proposito della figura da scolpire già "inscritta" nel blocco di pietra su cui stava lavorando. Quest'idea però non era ancora mai stata applicata alla scienza psicologica, come fece Jung.
Fermo restando che, per Jung come per Freud, l'inconscio non è direttamente osservabile, Jung enuncia una rappresentazione metaforica dell'inconscio come popolato da figure interiori, i cui rapporti e conflitti dialettici generano le dinamiche psichiche: Animus/Anima, Persona/Ombra, Puer/Senex e così via.

### L'analisi e il processo di individuazione
Come ricorda Jung nella sua autobiografia Ricordi, sogni e riflessioni, parlando della situazione che aveva trovato all'inizio della professione nell'Ospedale Psichiatrico di Zurigo:

"Il medico trattava un paziente X con una lunga serie di diagnosi bell'e pronte ed una minuziosa sintomatologia. Il paziente era catalogato, bollato con una diagnosi, e, per lo più, la faccenda finiva così. La psicologia del malato mentale non aveva nessuna parte da adempiere."
L'innovazione che Jung portò nella pratica psichiatrica fu dunque innanzitutto la consapevolezza che la funzione del terapeuta non consistesse solo nell'applicare rigidamente un "metodo meccanico", ma nel porre attenzione alla "storia di vita" del paziente ed alle storie che egli stesso raccontava:

"Il solo studio della psichiatria non è sufficiente. Io stesso ho dovuto lavorare ancora molto prima di possedere il bagaglio necessario per la psicoterapia. Fin dal 1909 mi resi conto che non potevo curare le psicosi latenti se non capivo il loro simbolismo, e fu allora che mi misi a studiare la mitologia."
Jung si convinse presto, infatti, anche osservando i propri sogni, che nel sintomo nevrotico come nel delirio psicotico affiorino immagini e idee che non sono proprie personali del paziente, ma che gli pervengono da un "fondo arcaico", e le cui figure possono desumersi da culti, religioni e mitologie antichi appartenenti a tutti i popoli: sono gli archetipi, forme alla base dell'inconscio collettivo, condivise da tutta l'umanità, che costituiscono, nel campo psicologico, l'equivalente di ciò che in campo antropologico sono le "rappresentazioni collettive" dei primitivi o, nel campo delle religioni comparate, le "categorie dell'immaginazione".

### Le cause del disturbo psichico
L'archetipo, in quanto forma, non agisce direttamente sulla psiche individuale, cioè sull'inconscio personale, ma attraverso l'emergere di azioni, pensieri e impulsi il cui simbolismo può non essere compreso e integrato dall'individuo, che lo pongono in conflitto con la società a cui appartiene e lo espongono ad una esclusione non desiderata e temibile come il manicomio e lo stigma di "follia".
La dinamica dualistica ed esclusiva tra Eros e Thanatos in cui Freud aveva individuato e confinato il motore energetico della nevrosi, in Jung si articola e si moltiplica in funzione della pluralità delle figure archetipiche che popolano l'inconscio.
Il sintomo non richiede più una spiegazione in chiave di causa-effetto, ma viene considerato esso stesso una "domanda di significato" rispetto al disagio soggettivo che esprime.
Il disturbo psichico smette così di essere considerato una malattia, e l'intervento analitico non viene più considerato solo una "cura"; ne consegue che la pratica psicologico-analitica junghiana non mira più ad una "guarigione", ma ad individuare il senso simbolico e archetipico del disturbo, e ad aiutare il suo portatore ad utilizzarne l'energia ai fini della "trasformazione" e della propria individuazione.
Lavorare con gli archetipi richiede certamente, come lo stesso Jung notava, molte conoscenze di tipo non clinico, perché richiede anche molta immaginazione: non nel senso del "fantasticare", ma nel senso dell'immaginazione creativa, quella che Giambattista Vico definiva la "logica poetica".
Poiché accompagnare il paziente in questa esplorazione richiede da parte del terapeuta un'attenzione non solo intellettuale, ma anche empatica (diceva Jung: "Se il medico e il paziente non diventano un problema l'uno per l'altro, non si trova alcuna soluzione"), è evidente che, in un'analisi junghiana, la psiche del terapeuta è "messa in causa" dall'analisi non meno di quella del paziente. Da questo punto di vista, la teoria della tecnica junghiana ha prefigurato alcuni dei più recenti sviluppi della psicoanalisi intersoggettiva.
Proprio in relazione a questa consapevolezza, Jung fu convinto fin dall'inizio della sua ricerca che il "mettersi in gioco" del terapeuta necessitava assolutamente di trovare supporto nell'analisi didattica e di controllo:
Il trattamento del paziente comincia, per così dire, dal medico: solo se questi sa far fronte a sé stesso ed ai suoi problemi, sarà in grado di proporre al paziente una linea di condotta.
Allo stesso modo, la riflessione sulla necessaria continuità del processo di supervisione, che dovrebbe essere una costante regolare del lavoro anche dei terapeuti più esperti, era stata efficacemente indicata con l'osservazione per cui: "Perfino il Papa ha bisogno di un Confessore."

### Il problema della psicosi
Anche in medicina l'idea che il paziente debba partecipare alla propria cura sforzandosi di assumere consapevolezza della propria malattia è la base di qualsiasi trattamento terapeutico, anche di tipo farmacologico.
Tutto ciò, con la maggior parte dei pazienti psicotici non è possibile, almeno nella fase delirante, durante la quale qualsiasi discorso interpretativo viene fatto loro non può essere recepito, ed anche gli interventi farmacologici devono a volte essere coattivi.
Rispetto a queste situazioni, l'intervento esclusivamente psicoterapeutico (della psicologia analitica, della psicoanalisi freudiana o degli approcci cognitivo-comportamentali) rischia frequentemente l'impasse. Pur essendo nate in contesti psichiatrici e dal confronto con pazienti psicotici, infatti, le varie correnti psicodinamiche, al pari di quelle cognitivo-comportamentali, in molti casi di grave sofferenza psicotica devono trovare spazi di integrazione con l'uso degli psicofarmaci.
Lo scopo dell'intervento psicologico-analitico o psicodinamico in tali situazioni diviene allora quello di aiutare a rendere "intelligibile" il senso della sofferenza del paziente e delle sue modalità espressive, non appena l'azione psicofarmacologica riesce a rendere di nuovo "accessibile" il suo spazio relazionale ed elaborativo.

## Gli sviluppi
Al momento attuale, si identificano tre "scuole" principali che si sono sviluppate a partire dalla psicologia analitica originale.
- Scuola Classica: la scuola classica, che si riconosce principalmente nell'attività del C.G.Jung Institut di Zurigo, continua ad articolare e portare avanti la tradizione originale della psicologia analitica e del pensiero di Jung, enfatizzandone in particolare gli aspetti legati al processo di individuazione. Negli ultimi anni vi sono stati importanti scambi con la tradizione della psicoanalisi intersoggettiva. Tra i suoi esponenti "storici", Marie-Louise Von Franz.
- Scuola Evolutiva: la scuola evolutiva, sviluppatasi in particolare in Inghilterra ad opera di Michael Fordham, propone una maggiore integrazione tra i modelli psicoanalitici relazionali e quelli propri della psicologia analitica. Ha approfondito in modo specifico lo studio delle prime fasi dello sviluppo infantile in ottica psicologico-analitica.
- Scuola Archetipica: la scuola archetipica ha conosciuto una certa notorietà nel mondo della cultura psicologica e filosofica, soprattutto per via degli scritti critici di James Hillman, il suo fondatore e principale esponente. Nella scuola archetipica si pone grande attenzione ai significati simbolici archetipali; i suoi esponenti si sono avvicinati anche a tematiche proprie del pensiero narrativista e post-moderno.

Tra i principali esponenti della psicologia analitica post-junghiana vi sono:
- Emma Jung
- Marie-Louise Von Franz
- Erich Neumann
- Michael Fordham
- James Hillman

### Gli sviluppi in Italia
- Ernst Bernhard
- Mario Trevi
- Aldo Carotenuto
- Gianfranco Draghi
- Silvia Montefoschi
- Luigi Zoja